# Ariadne auf Naxos
Ariadne auf Naxos, Op. 60 (tiếng Việt: Ariadne ở Naxos) là vở opera của nhà soạn nhạc người Đức Richard Strauss. Người viết lời cho tác phẩm là Hugo von Hofmannsthal. Tác phẩm được công diễn lần đầu tiên vào ngày 4 tháng 10 năm 1913 tại Nhà hát Hofoper, Viên, Áo.